# 中井甃庵
中井 甃庵（なかい しゅうあん、元禄6年9月29日（1693年10月29日） - 宝暦8年6月17日（1758年7月21日））は江戸時代中期の儒学者。大坂の有力町人らの協力で漢学塾・懐徳堂を創立、三宅石庵を学主に迎える。のち江戸幕府公認の学問所となり、懐徳堂二代学主となる。幼名は四郎、通称は忠蔵、名は誠之（さねゆき）、字は叔貴。諡号は貽範先生。贈正五位。

## 経歴
先祖中井竹庵は前田玄以、黒田孝高に仕え、その養子昌倫は慶長年間広島城下に移り、医者を始めた。寛文年間信濃飯田藩脇坂氏に仕官し、寛文12年（1672年）播磨国龍野藩移封後も従った。その子玄端も龍野藩で医業に携わった。
甃庵は玄端の五男二女の四男として、元禄6年（1693年）龍野城下に生まれた。宝永3年（1706年）父に連れ立って大坂に移住した。
宝永5年（1708年）、伊予国大洲藩蔵屋敷留守居岸田源之進の養子に出された。藩主の江戸詰に従って江戸に行き、そこで三宅観瀾、室鳩巣、三輪執斎等に接した。正徳元年（1711年）義父が罷免の後死去すると、相続争いによって養母と実弟に退けられ、実家に帰った。正徳3年（1713年）父、弟常庵と共に龍野に戻り、国では藩儒藤江熊陽に学びながら、大坂に残した母と長兄を頻りに訪れて三宅観瀾の兄三宅石庵の私塾に通った。
享保元年（1716年）、常庵が父を伴って赤穂城下に移り、医業を興すと、甃庵は母を迎えて学業に専念した。石庵の門下で懐徳堂を設立した際には、江戸に赴き三輪執斎等の伝を頼って官許獲得に奔走した。享保11年（1726年）大坂町奉行より官許を得、石庵を学主とし、甃庵は学問所預人に就任した。享保15年（1730年）三宅石庵が死去すると、甃庵は懐徳堂二代目学主兼預人となった。
宝暦8年（1758年）6月17日病没。遺言により次代学主には石庵の子三宅春楼を指名した。墓所は大阪府大阪市中央区上本町西四丁目誓願寺。
大正6年（1917年）、正五位を贈位された。

## 主な著作
- 『不問語』（とはずがたり） - 享保13年（1728年）11月1日自序、寛政3年（1791年）順慶町五丁目敦賀屋六兵衛・心斎橋通北久太郎町塩屋忠兵衛刊、嘉永2年（1849年）江戸堀一丁目今津屋辰三郎・心斎橋通北久太郎町塩屋忠兵衛再刊、大正15年（1926年）懐徳堂堂友会活版。
- 『五孝子伝』 - 元文4年（1739年）3月23日自序、明治44年（1911年）刊『懐徳堂遺書』所収。大坂堀江の船主桂屋太郎兵衛が米を押領し死罪に問われた事件で、救命に奔走した5人の息子を称える。同事件は森鷗外『最後の一句』にも取り上げられた。
- 『富貴村良農事状』 - 享保13年（1728年）9月7日自序、明治44年（1911年）刊『懐徳堂遺書』所収。紀伊国伊都郡富貴村の農家次郎左衛門の徳を称える。
- 『葬祭私説』 - 享保6年（1721年）2月自序。父の死を期に儒葬について述べる。
- 『春のことば』 - 神武天皇から元亀・天正までの歴史を綴る。
- 『息游先生事状』 - 享保8年（1723年）6月28日自序。熊沢蕃山行状。

## 家族
- 父：中井玄端（正保2年（1645年） - 享保5年（1720年）7月18日） - 諱は昌直、諡号は恭貞。
- 母：楚野（明暦元年（1655年） - 延享2年（1745年）2月8日） - 諡号は慈敬大媼。脇坂弥次兵衛宗薫女。
  - 長姉：桂林
  - 長兄：養元（延宝5年（1677年） - 享保12年（1727年）11月25日） - 名は懐之、諡号は懿貞。
  - 次兄：伯元 - 名は信之、号は鳳岡。
  - 三兄：権蔵 - 幼名は武助、名は広之。柳生太郎右衛門広次の養子となる。
  - 弟：常庵（元禄8年（1695年） - 享保19年（1734年）5月13日） - 名は文之、字は季礼、諡号は良簡。
  - 長妹：室津
  - 次妹：乙女
- 妻：玻𤥿（正徳2年（1712年） - 天明5年（1785年）8月26日） - 植村六左衛門是経女。
  - 長男：中井竹山
  - 次男：中井履軒